# 오달리스 레베
오달리스 레베 히메네스(스페인어: Odalis Revé Jiménez, 1970년 1월 15일~)는 쿠바의 유도 선수이다. 1992년 하계 올림픽 여자 미들급에서 금메달을 획득했으며, 쿠바 여자 유도 선수 최초로 올림픽 금메달을 획득했다. 또한 세계 선수권 대회에서 은메달 2개, 동메달 2개를 획득했다.